# Liga Alef 1953-1954
La Liga Alef 1953-1954 è stata la 14ª edizione della massima serie del campionato israeliano di calcio, la seconda e ultima con la denominazione "Liga Alef".
Il torneo fu disputato da dodici squadre e venne vinto dal Maccabi Tel Aviv (settimo titolo, il quarto consecutivo).
La formula prevedeva un girone all'italiana con partite di andata e ritorno. Per ogni vittoria si assegnavano due punti e per il pareggio un punto.
In vista della ristrutturazione del campionato, con l'istituzione, dalla stagione successiva, della Liga Leumit quale massima serie, nessuna squadra fu retrocessa in seconda divisione. Furono, invece, promosse da quest'ultima due squadre, al fine di portare la prima serie a 14 partecipanti.
Capocannoniere del torneo fu Eliezer Spiegel, del Maccabi Petah Tiqwa, con 16 goal.

## Squadre partecipanti
| Club                | Città       |
| ------------------- | ----------- |
| Beitar Tel Aviv     | Tel Aviv    |
| Hapoel Balfouria    | Balfouria   |
| Hapoel Haifa        | Haifa       |
| Hapoel Kfar Saba    | Kfar Saba   |
| Hapoel Petah Tiqwa  | Petah Tiqwa |
| Hapoel Ramat Gan    | Ramat Gan   |
| Hapoel Tel Aviv     | Tel Aviv    |
| Maccabi Haifa       | Haifa       |
| Maccabi Netanya     | Netanya     |
| Maccabi Petah Tiqwa | Petah Tiqwa |
| Maccabi Rehovot     | Rehovot     |
| Maccabi Tel Aviv    | Tel Aviv    |

## Classifica finale
|                     | Pos. | Squadra             | Pt | G  | V  | N | P  | GF | GS | DR  |
| ------------------- | ---- | ------------------- | -- | -- | -- | - | -- | -- | -- | --- |
| Campione di Israele | 1.   | Maccabi Tel Aviv    | 38 | 22 | 16 | 6 | 0  | 59 | 11 | +48 |
|                     | 2.   | Maccabi Petah Tiqwa | 32 | 22 | 13 | 6 | 3  | 51 | 21 | +30 |
|                     | 3.   | Hapoel Petah Tiqwa  | 27 | 22 | 12 | 3 | 7  | 55 | 25 | +30 |
|                     | 4.   | Hapoel Tel Aviv     | 25 | 22 | 9  | 7 | 6  | 35 | 18 | +17 |
|                     | 5.   | Maccabi Rehovot     | 21 | 22 | 6  | 9 | 7  | 30 | 33 | -3  |
|                     | 6.   | Hapoel Ramat Gan    | 20 | 22 | 8  | 4 | 10 | 31 | 35 | -4  |
|                     | 7.   | Maccabi Netanya     | 19 | 22 | 7  | 5 | 10 | 23 | 36 | -13 |
|                     | 8.   | Maccabi Haifa       | 19 | 22 | 8  | 3 | 11 | 25 | 52 | -27 |
|                     | 9.   | Hapoel Haifa        | 18 | 22 | 7  | 4 | 11 | 26 | 37 | -11 |
|                     | 10.  | Hapoel Kfar Saba    | 17 | 22 | 8  | 1 | 13 | 27 | 38 | -11 |
|                     | 11.  | Beitar Tel Aviv     | 17 | 22 | 7  | 3 | 12 | 23 | 42 | -19 |
|                     | 12.  | Hapoel Balfouria    | 11 | 22 | 4  | 3 | 15 | 20 | 57 | -37 |

## Verdetti
- Maccabi Tel Aviv campione di Israele 1953-1954
- Beitar Gerusalemme e Hapoel Hadera promossi in Liga Leumit 1954-1955